# Serau comú
El serau comú (Capricornis sumatraensis) és una espècie amenaçada de mamífer. Se'l pot trobar sovint vivint tot sol o en grups petits. És un animal pasturador que s'alimenta d'herba, brots i fulles. És especialment actiu durant el crepuscle. És un animal territorial i sovint es mou per camins que ha obert ell mateix al seu territori. Marca territori per mitjà de fems i orina.